# Marceli Bogusławski
Marceli Bogusławski (Opoczno, 7 september 1997) is een Pools wielrenner die anno 2025 rijdt bij ATT Investments.

## Carrière
Als eerstejaars junior werd Bogusławski nationaal kampioen in zowel het veldrijden als de crosscountry op de mountainbike. Een jaar later werd hij, achter Szymon Sajnok, tweede op het nationale kampioenschap en eindigde hij op plek 31 in het door Simon Andreassen gewonnen wereldkampioenschap veldrijden. In 2016 werd hij tweede op het nationale kampioenschap veldrijden bij de eliterenners, achter Marek Konwa, en werd hij beloftekampioen in de crosscountry. In zowel 2017 als 2018 won Bogusławski het nationale kampioenschap veldrijden voor beloften.
In 2018 tekende Bogusławski een contract bij Wibatech Merx 7R. In zijn eerste seizoen bij de ploeg werd hij onder meer zevende in het eindklassement van de Ronde van Mazovië en werd hij vierde in een etappe in de Ronde van Tsjechië. Datzelfde jaar nam hij met de Poolse nationale selectie deel aan de Ronde van de Toekomst. In 2019 won hij de proloog in de Carpathian Couriers Race. De leiderstrui die hij daaraan overhield moest hij een dag later afstaan aan David Dekker. Het jaar erop won hij ook de proloog in de Ronde van de Slag om Warschau 1920.
In 2021 maakte Bogusławski de overstap naar HRE Mazowsze Serce Polski. In maart van dat jaar was hij de snelste in de proloog van de Ronde van Rhodos. Een maand later bleef enkel Karl Patrick Lauk hem voor in de openingsrit van de Ronde van Estland. In het algemeen klassement eindigde Bogusławski met twaalf seconden achterstand op Lauk als vierde. Wel eindigde hij bovenaan het bergklassement. In de zevenhonderd meter korte proloog van de Ronde van Opper-Oostenrijk, gewonnen door Daan Soete, kwam Bogusławski niet verder dan de elfde plek. In de Ronde van Bulgarije won hij wél de proloog, met een voorsprong van twee seconden op Michel Aschenbrenner. Zijn tweede seizoen voor de Poolse ploeg begon Bogusławski in de Dorpenomloop Rucphen, die hij niet uitreed. In de Ronde van Thailand won hij de eerste etappe door in de massasprint Harrif Saleh en Raymond Kreder voor te blijven. In de vier kilometer lange openingsploegentijdrit van Belgrado-Banja Luka was de ploeg, waar Bogusławski deel van uitmaakte, één seconde sneller dan Voster ATS en eiste zo de zege op. Alan Banaszek mocht de leiderstrui aantrekken, Bogusławski zelf finishte vijftien seconden na zijn teamgenoten. Later die maand won hij de Grote Prijs Nasielsk-Serock, een Poolse eendagskoers. Een dag later was enkel Itamar Einhorn sneller in de Grote Prijs Wyszków. De eerste proloog die hij dat jaar betwistte werd meteen omgezet in winst: in de Ronde van Estland hield hij het drietal Alex Edmondson, Kaden Groves en Kelland O'Brien (allen BikeExchange-Jayco) achter zich. In juli won hij de Poolse manche van de Visegrad 4 Bicycle Race en won hij zowel de openingsrit als het eindklassement en het puntenklassement in de Ronde van Mazovië. De proloog van de Ronde van Bulgarije, op een parcours van één kilometer lang in de hoofdstad Sofia, legde Bogusławski twee seconden sneller af dan Matyáš Kopecký. Een paar dagen later won hij ook de vierde etappe.

## Overwinningen
2019
Proloog Carpathian Couriers Race
2020
Proloog Ronde van de Slag om Warschau 1920
2021
Proloog Ronde van Rhodos
Bergklassement Ronde van Estland
Proloog Ronde van Bulgarije
2022
1e etappe Ronde van Thailand
1e etappe Belgrado-Banja Luka (TTT)
Grote Prijs Nasielsk-Serock
Proloog Ronde van Estland
Visegrad 4 Bicycle Race – Grote Prijs van Polen
1e etappe Ronde van Mazovië
Eind- en puntenklassement Ronde van Mazovië
Proloog en 4e etappe Ronde van Bulgarije
2023
4e etappe (deel b) Sibiu Cycling Tour
2025
Proloog Istrian Spring Tour
3e en 4e etappe Ronde van Loir-et-Cher
Puntenklassement Ronde van Loir-et-Cher
1e etappe Ronde van Estland
3e etappe Koers van de Olympische Solidariteit
Eind- en puntenklassement Koers van de Olympische Solidariteit
Memoriał Andrzeja Trochanowskiego

## Ploegen
- 2018 –  Wibatech Merx 7R
- 2019 –  Wibatech Merx
- 2020 –  Wibatech Merx
- 2021 –  HRE Mazowsze Serce Polski
- 2022 –  HRE Mazowsze Serce Polski
- 2022 –  Team BikeExchange-Jayco (stagiair vanaf 1 augustus)
- 2023 –  Alpecin-Deceuninck Development Team
- 2024 –  Alpecin-Deceuninck Development Team
- 2025 –  ATT Investments

Banaszek · Bogusławski · Honkisz · Janiszewski · Kistowski · Marycz · Morajko · Paterski · Roithmeier · Rutkiewicz · Stępniak · Sykała · Warchoł
Balmer · Bauer · Bewley · Colleoni · Craddock · Durbridge · Edmondson · Grmay · Groenewegen · Groves · Hamilton · Hepburn · Howson · Jansen · Juul-Jensen · Kangert · Konysjev  · Maas · Matthews · Meyer · Mezgec · O'Brien · Peña · Reinders (vanaf 23/8) · Schultz · Scotson · Smith · Sobrero · Stewart · Yates · Bogusławski (stagiair) · De Pretto (stagiair) · Foldager (stagiair)